# Qāzānābād
Qāzānābād (persiska: قازان آباد) är en ort i Iran.   Den ligger i provinsen Västazarbaijan, i den nordvästra delen av landet, 600 km väster om huvudstaden Teheran. Qāzānābād ligger 1 405 meter över havet och antalet invånare är 147.
Terrängen runt Qāzānābād är varierad.Runt Qāzānābād är det ganska tätbefolkat, med 86 invånare per kvadratkilometer. Närmaste större samhälle är Oshnavīyeh, 3,3 km väster om Qāzānābād. Trakten runt Qāzānābād består till största delen av jordbruksmark.